# 換血棋
換血棋（Ecalper），是義大利人Matteo Perlini在2010年推出的兩人棋類。

換血棋棋盤

## 棋具
- 通常採用5*5*5的六角格棋盤。
- 棋子以兩色區分敵我。

## 規則
- 每方需執行以下兩動作：
  - 換子：除先行方第一回合外，玩家將敵方上回合執行下子動作的三枚敵棋之一換成己棋。
  - 下子：下三枚己子在空棋格。
- 無法下子時，遊戲結束，擁有最大棋塊的玩家勝利[2]。

## 外部連結
- 遊戲介紹 （页面存档备份，存于）
- 遊戲下載
- 遊戲下載 （页面存档备份，存于）